# Лампы из человеческой кожи
«Лампы из человеческой кожи» (англ. Human Lanterns, кит. трад. 人皮燈籠, упр. 人皮灯笼, палл. Жэнь пи дэн лун, буквально: «Фонари из человеческой кожи») — гонконгский кинофильм 1982 года производства киностудии братьев Шао. Обязанности режиссёра выполнял Сюнь Чун, который также написал сценарий в соавторстве с Ни Куаном. Главные роли исполнили Лю Юн, Чэнь Гуаньтай и Ло Ле.

## Сюжет
Пытаясь обойти своего соперника, мастера Тань Фу, на празднике фонарей, мечник Лун заказывает у мастера-затворника по имени Чуньфан фонарь. Чуньфан соглашается выполнить заказ, но ради своих интересов. Несколькими годами ранее Чуньфан был знаменитым фехтовальщиком, но проиграл в бою Луну, получил шрам на лице и проиграл любимую женщину сопернику. Услышав историю о фонарях из человеческой кожи, он решает сделать фонарь для Луна из кожи его близких, включая любовницу и жену. Когда люди начинают пропадать, Лун и Тань Фу обвиняют друг друга в похищениях, а местный сотрудник правопорядка, сержант Пань, в растерянности из-за отсутствия улик. Соперничество двух мастеров принимает новый оборот, когда Тань нанимает наёмника, чтобы убить Луна. Его план проваливается, и два мастера устраивают дуэль до тех пор, пока не появляется убийца в маске. Заподозрив Чуньфана, Лун отправляется к нему в дом, где его ждёт убийца.

## В ролях
| Актёр         | Роль                      |
| ------------- | ------------------------- |
| Лю Юн         | мастер Лун Шуай           |
| Чэнь Гуаньтай | мастер Тань Фу            |
| Ло Ле         | Чжао Чуньфан              |
| Тянь Ни       | жена Луна                 |
| Чхо Сёнвань   | Янь Чу                    |
| Лам Саукуань  | сестра мастера Таня       |
| Сиу Ям-ям     | гостья на банкете Тань Фу |
| Нгай Фэй      | гость на банкете Тань Фу  |
| Сунь Цзянь    | сержант Пань              |
| Ло Ман        | Гуй Сыи                   |

## Отзывы
По мнению российского кинокритика Бориса Хохлова данный фильм не хоррор, а «вполне традиционная уся-притча», которая по меркам жанра — «очень и очень качественное» кино как с сюжетной и художественной точки зрения, так и в плане экшена. Бен Джонсон также одобрительно пишет о «Лампах»: кинокритик хвалит декорации, игру актёров и работу режиссёра.